# Aechmea bromeliifolia
Aechmea bromeliifolia är en gräsväxtart som först beskrevs av Edward Rudge, och fick sitt nu gällande namn av John Gilbert Baker. Aechmea bromeliifolia ingår i släktet Aechmea och familjen Bromeliaceae.

## Underarter
Arten delas in i följande underarter:
- A. b. albobracteata
- A. b. bromeliifolia

## Bildgalleri

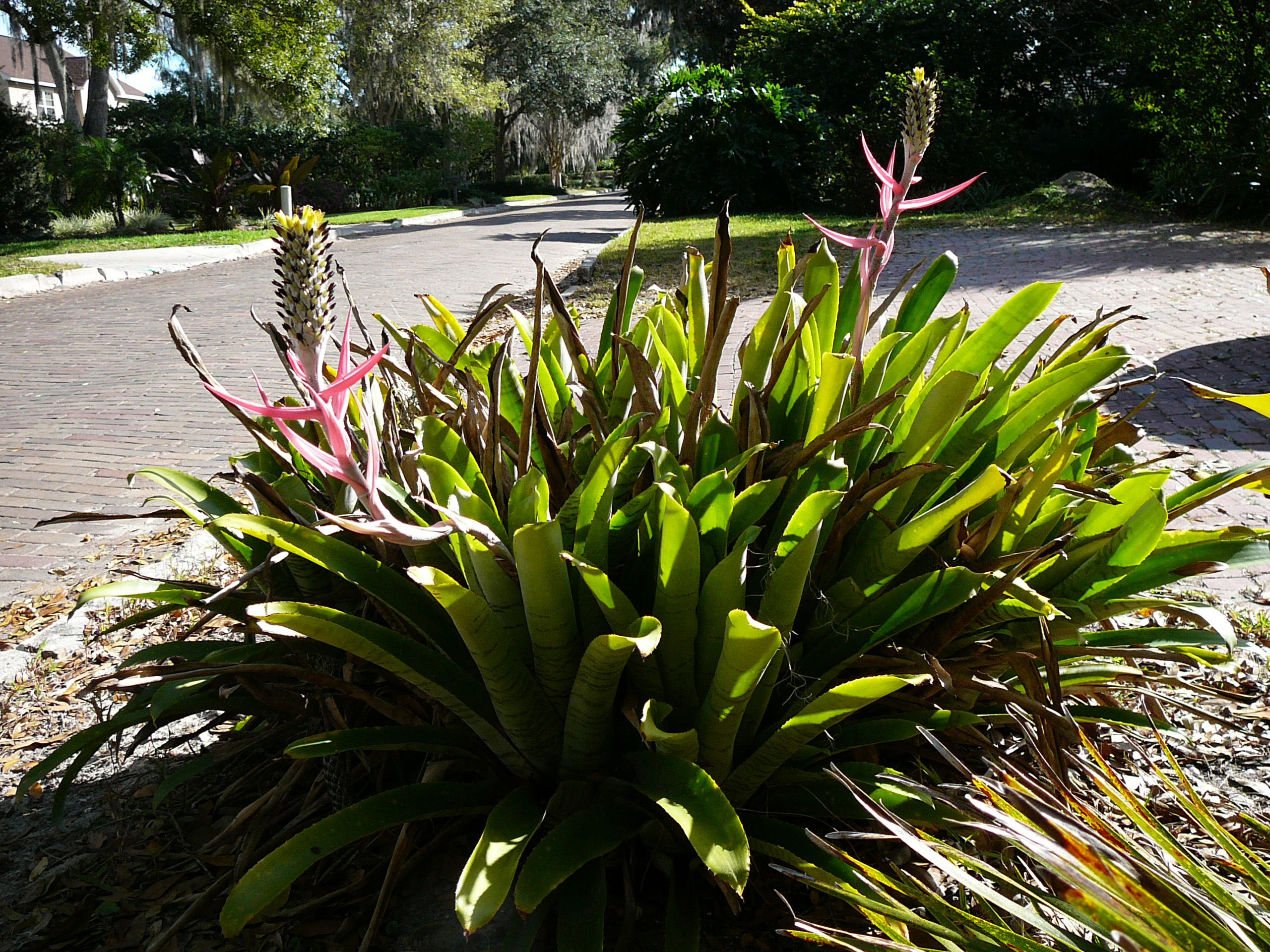
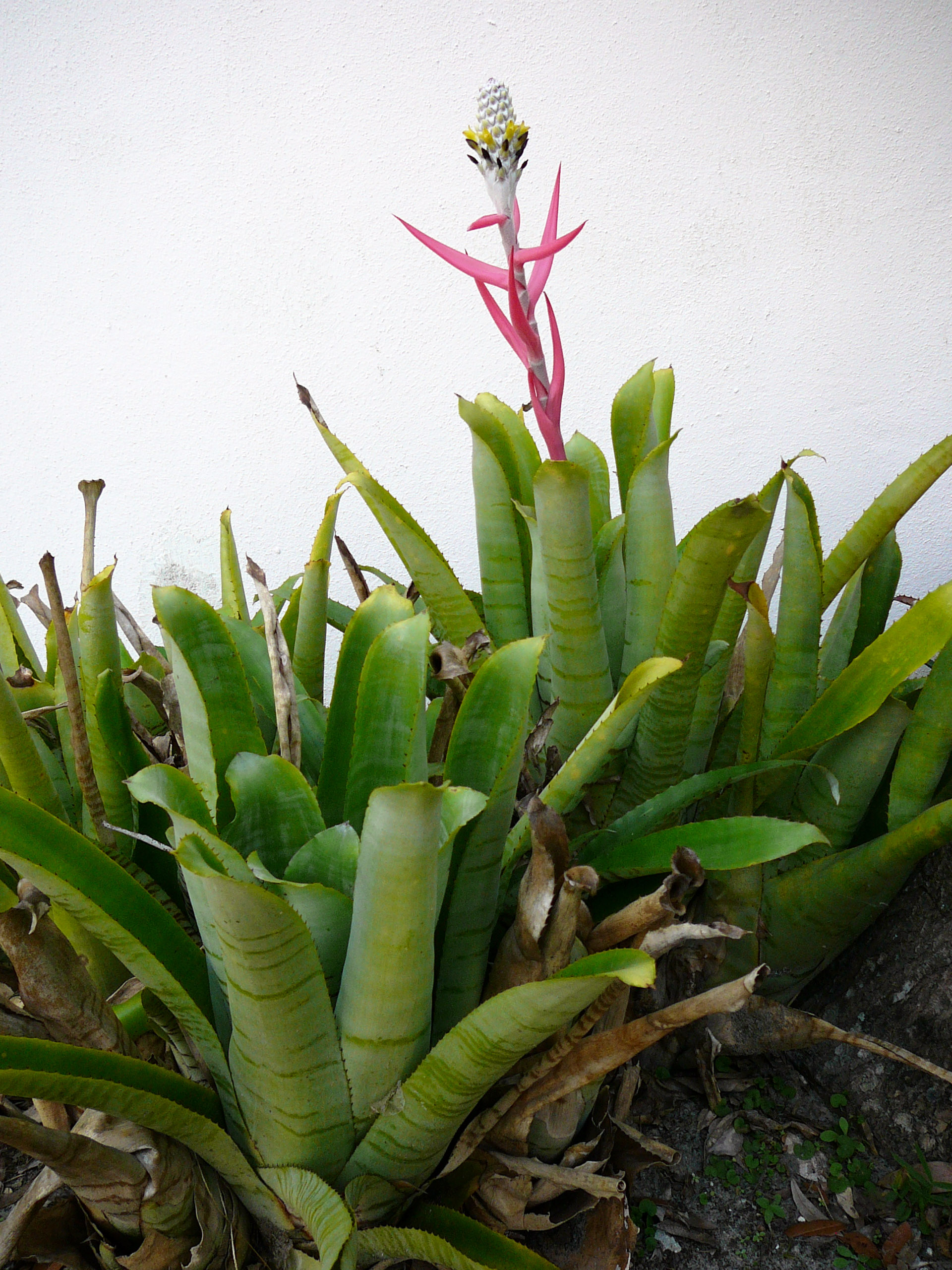
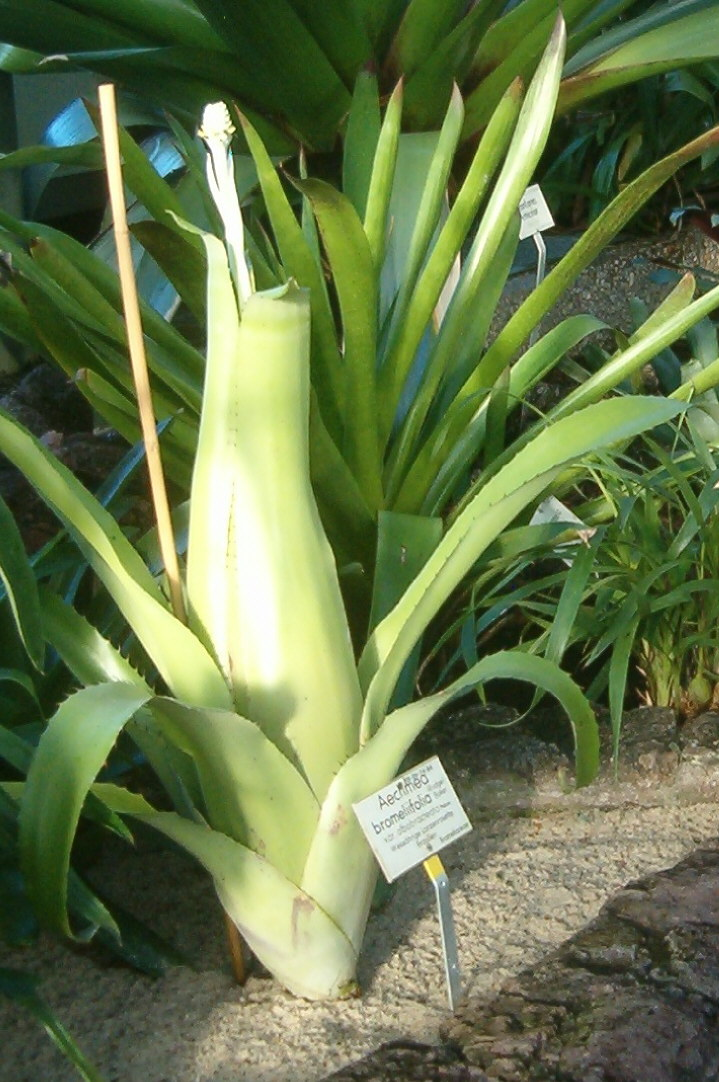
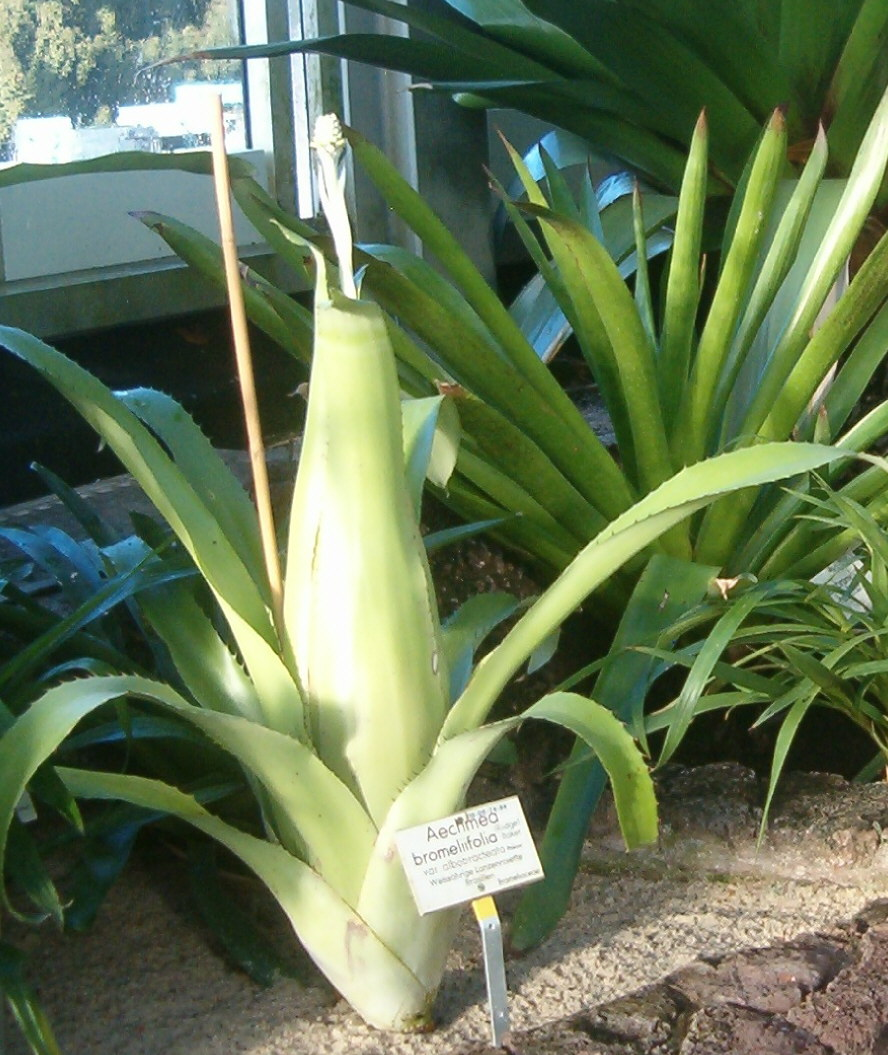